# Кош-Дебе (Чуйская область)
Кош-Дебе (кирг. Кош-Дөбө) — село в Московском районе Чуйской области Кыргызстана. Входит в состав Беловодского айылного аймака.

## География
Село расположено в западной части области, на берегах Большого Чуйского канала, на расстоянии приблизительно 1 километра (по прямой) к северу от села Беловодского, административного центра района. Абсолютная высота — 701 метр над уровнем моря.

## Население
Согласно оценочным данным Национального статистического комитета Кыргызской Республики, численность населения села на начало 2023 года составляла 1682 человека.
| год     | 2009 | 2014 | 2015 | 2020 | 2021 | 2023 |
| ------- | ---- | ---- | ---- | ---- | ---- | ---- |
| человек | 1204 | 1263 | 1263 | 1601 | 1693 | 1682 |